# هانا تورتشينوفا
هانا فولوديميريفنا تورتشينوفا (الأوكرانية: Ганна Володимирівна Турчинова ؛ née Beliba ؛ 1 أبريل 1970 في دنيبرو ، أوكرانيا) هي زوجة الرئيس بالنيابة ألكساندر تورتشينوف والسيدة الأولى السابقة لأوكرانيا.